# عمشیت
عمشیت (به عربی: عمشیت) یک منطقهٔ مسکونی در لبنان است که در استان جبل لبنان واقع شده‌است.

## خصوصیات
عمشیت ۲۲۲ متر بالاتر از سطح دریا واقع شده‌است.